# Joachim Grünewald
Joachim Grünewald (* 21. November 1933 in Kirchhundem; † 5. Januar 2012 in Olpe) war ein deutscher Politiker (CDU). Er war von 1991 bis 1994 Parlamentarischer Staatssekretär beim Bundesminister der Finanzen.

## Ausbildung und Beruf
Grünewald, der Eigentümerfamilie der Hofolper Papierfabrik Gebr. Grünewald entstammend, studierte nach dem im Jahr 1954 abgelegten Abitur Rechts- und Staatswissenschaften in Bonn und Köln. In Bonn wurde er Mitglied der katholischen Studentenverbindung KDStV Bavaria Bonn im CV. 1957 absolvierte er sein erstes juristisches Staatsexamen. 1960 wurde er an der Universität Bonn mit der Arbeit Das Eigentum und das Eigentumsrecht in der Sowjetischen Besatzungszone Deutschlands zum Dr. iur. promoviert. Nach seinem zweiten juristischen Staatsexamen 1962 war er wissenschaftlicher Mitarbeiter an der Universität Bonn.
Am 1. April 1964 wurde er Kreisassessor des Kreises Olpe, 1965 erfolgte die Ernennung zum Kreisrechtsrat. Gewählt am 2. November 1967 durch den Kreistag, war Grünewald vom 1. März 1968 – nach zwischenzeitlich erfolgter Wiederwahl – bis zum 28. Januar 1987 dann Oberkreisdirektor des Kreises Olpe. In seine Amtszeit fiel dabei die Umsetzung der Kommunalreform auf dem Gebiet des Kreises Olpe, in deren Vorbereitung er federführend involviert war und die unter seiner Leitung erfolgte. Hierbei wirkte er erfolgreich den Plänen zur Auflösung des Kreises Olpe und Angliederung der Gemeinden an andere Kreise entgegen.

## Familie
Joachim Grünewald war nach dem Tod seiner ersten Ehefrau zum zweiten Mal verheiratet und Vater von vier Kindern. Seit seinem Dienstantritt beim Kreis Olpe war die Kreisstadt sein Wohnsitz.

## Partei
Seit 1959 war er Mitglied der CDU. Seit 1968 gehörte er dem Vorstand des CDU-Kreisverbandes Olpe an und war ab 1989 Bundesschatzmeister der Kommunalpolitischen Vereinigung der CDU/CSU.

## Abgeordneter
Grünewald gehörte von 1969 bis 1987 der Landschaftsversammlung Westfalen-Lippe an und war hier ab 1975 stellvertretender Vorsitzender der CDU-Fraktion.
Von 1987 bis 1994 war Grünewald Mitglied des Deutschen Bundestages. Er zog stets als direkt gewählter Abgeordneter des Wahlkreises Olpe – Siegen-Wittgenstein II in den Bundestag ein. Hier wirkte er insbesondere im Arbeitsbereich Finanzen.

## Öffentliche Ämter
Nach der Bundestagswahl 1990 wurde Grünewald am 24. Januar 1991 als Parlamentarischer Staatssekretär beim Bundesminister der Finanzen in die von Bundeskanzler Helmut Kohl geführte Bundesregierung berufen. Sein dortiger Tätigkeitsbereich erstreckte sich dabei auf die im Zusammenhang mit der Deutschen Einheit entstandenen Tätigkeitsfelder. In dieser Zeit war er Beauftragter der Bundesregierung für Angelegenheiten der Treuhandanstalt. Nach der Bundestagswahl 1994 schied er am 17. November 1994 aus dem Amt.
Von Januar 1995 bis Ende 1998 war er Vorsitzender des Verwaltungsrates der Bundesanstalt für vereinigungsbedingte Sonderaufgaben (vormals Treuhandanstalt).

## Auszeichnungen
- 1987: Verdienstkreuz am Bande des Verdienstordens der Bundesrepublik Deutschland[7]
- 1992: Verdienstkreuz I. Klasse des Verdienstordens der Bundesrepublik Deutschland[7]
- 1997: Mittelkreuz mit Stern des Verdienstordens der Republik Ungarn[8]
- 1998: Großes Verdienstkreuz mit Stern des Verdienstordens der Bundesrepublik Deutschland[9]